# Ćukovi
Ćukovi är en ort i Bosnien och Hercegovina.   Den ligger i entiteten Federationen Bosnien och Hercegovina, i den västra delen av landet, 200 km väster om huvudstaden Sarajevo. Ćukovi ligger 368 meter över havet och antalet invånare är 238.
Terrängen runt Ćukovi är huvudsakligen kuperad. Ćukovi ligger nere i en dal.Runt Ćukovi är det ganska tätbefolkat, med 93 invånare per kvadratkilometer.. Närmaste större samhälle är Orašac, 3,6 km söder om Ćukovi. 
Omgivningarna runt Ćukovi är en mosaik av jordbruksmark och naturlig växtlighet.